# AvD Pro 2000 Rennkart Trophy
AvD Pro 2000 ist eine seit 1998 bestehende im Amateurprofi-Bereich angesiedelte Viertakt-Rennkart-Serie des AvDs.
Herausstehende Merkmale sind der relativ geringe finanzielle Einsatz der Fahrer und Teams. Zum einen wird das durch ein verhältnismäßig strenges Reglement und zum anderen durch die Limitierung auf Mach-1-Karts (Fa. Hetschel) mit Honda GX XXX 4-Takt-Motoren erreicht, wodurch ein Wettrüsten verhindert wird.
Die Einteilung der Klassen ist wie folgt:
- GX270            9,5 PS
- GX390           13,0 PS
- GX390 Super Cup 30,0 PS

Eine Veranstaltung besteht aus folgenden Teilen:
- Freies Training (ca. 10–12 Minuten)
- Zeittraining (Qualifying ca. 10–12 Minuten)
- Rennen 1 (ca. 12–20 Runden)
- Rennen 2 (ca. 12–20 Runden)

Als Sicherung der Veranstaltungen stehen Sanitäter und geschulte Streckenposten zur Hand. 
Gefahren werden ca. 5–10 Veranstaltungen, auch auf DMSB abgenommenen Outdoorbahnen.